# Kvarntorp
Kvarntorp is een plaats in de gemeente Kumla in het landschap Närke en de provincie Örebro län in Zweden. De plaats heeft 159 inwoners (2005) en een oppervlakte van 134 hectare. De plaats ligt circa 8 kilometer ten oosten van Kumla.

## Verkeer en vervoer
Bij de plaats lopen de Riksväg 51 en Riksväg 52.

## Bezienswaardigheden
- Konst på Hög, een jaarlijks terugkerend sculptuurproject annex beeldenpark op de Kvarntorpshögen.